# Monika Tódová
Monika Tódová (roz. Žemlová, * 9. května 1982 Trnava) je slovenská novinářka, bývalá redaktorka deníku SME (2001–2014) a současná redaktorka slovenského Denníku N (od roku 2014), je laureátkou ocenění Bílá vrána (2018).

## Životopis
Vysokoškolská studia absolvovala ve studijním programu žurnalistika na Filozofické fakultě univerzity Komenského v Bratislavě (dokončila je v roce 2006). V diplomové práci se zaměřovala na investigativní žurnalistiku v tištěných médiích na Slovensku.
V letech 2001–2014 pracovala v redakci deníku SME, pak se stala součástí redakce Denníku N. Ve své novinářské tvorbě se zaměřuje na domácí zpravodajství, zejména politické a na témata související s politikou.

### Případ únosu Trịnha Xuâna Thanha
Mezi nejdůležitější články Moniky Tódové patří příběh o zapojení Ministerstva vnitra Slovenské republiky (MV SR) řízeného Robertem Kaliňákem do únosu bývalého vietnamského politika a manažera Trịnha Xuâna Thanha z politického azylu v Německu zpět do Vietnamu, kde byl odsouzen k odnětí svobody na doživotí za údajné hospodářské zločiny při práci ve funkci předsedy představenstva státní společnosti Petrovietnam Construction. Na této reportáži Denník N spolupracoval s redakcí německého deníku Frankfurter Allgemeine Zeitung. Za tuto a další její reportáže jí Fair-play Aliance a VIA IURIS v roce 2018 udělila ocenění Bílá vrána.
Dne 12. října 2018 vyšetřovatel z Oddělení boje proti korupci a organizované kriminalitě Úřadu inspekční služby Sekce kontroly a inspekční služby MV Slovenské republiky odmítl podezření ze spáchání přečinu zneužití pravomoci veřejného činitele (§326, odstavce 1 Trestního zákoníku), ze strany tehdejšího ministra vnitra Roberta Kaliňáka v případě zmíněného únosu. Stížnost, která byla proti tomuto usnesení podána, zamítla prokurátorka Okresní prokuratury Bratislava Soňa Juríčková jako neopodstatněnou dne 14. listopadu 2018. Na tiskové konferenci 6. prosince 2018 svolané k tématu "tečka za Vietnamcem" Kaliňák ve smyslu usnesení krajského státního zastupitelství prohlásil, že "dosavadní vyšetřování definitivně ukázalo, že o únosu vietnamského občana [...] slovenským vládním speciálem nevěděl, nestal se s jeho souhlasem, a pokud se tak stalo, bylo Slovensko oklamáno". Během pokládání otázek ze strany novinářů se dostal do slovního konfliktu s M. Tódovou, když odmítl přímo odpovědět na otázku, proč byl let letadla Letky, MV SR z Bratislavy do Moskvy nahlášen jako pracovní cesta ministra a to navzdory tomu, že se na palubě letadla nenacházel. Tódovou označil za "lhářku, která si vymýšlí věci" a konstatoval, že chce, aby o tom, kdo má pravdu rozhodl nezávislý soud. Tódová tvrzení Roberta Kaliňáka odmítla a dodala, že "ve věci nebylo přezkoumáno víc podezřelých okolností" jako nahlášení přeletu nad Polskem jako pracovní cesty ministra do Moskvy a neinformování německých vyšetřovatelů o udělení výjimky Úřadem hraniční a cizinecké policie Prezídia Policejního sboru z důvodu neplatnosti cestovního pasu Trịnha Xuâna Thanha.
Vyšetřování únosu Trịnha Xuâna Thanha pomocí letadla Letky MV SR nadále pokračuje.

## Osobní život
Je manželkou novináře Mirka Tódy, který působí jako reportér zahraničního zpravodajství v Denníku N. Mají spolu dvě děti (syna a dceru).